# Greg Fee
Greg Fee (sinh ngày 24 tháng 6 năm 1964) là một cựu cầu thủ bóng đá người Anh thi đấu ở vị trí trung vệ.

## Sự nghiệp
Sinh ra ở Halifax, Fee thi đấu cho Bradford City, Kettering Town, Boston United, Sheffield Wednesday, Preston North End, Northampton Town, Leyton Orient, Mansfield Town, Chesterfield, Telford United, Emley, Gainsborough Trinity, Hucknall Town và Heanor Town.
Ông cũng từng có thời gian làm cầu thủ-huấn luyện viên tại Boston United và Gainsborough Trinity.

## Đời tư
Fee có bằng cấp về Toán học.